# Hotel Chelsea (película)
Hotel Chelsea es una película de suspenso y horror del 2009 dirigida por Jorge Valdés-Iga. La producción viajó hasta Nueva York para realizar la filmación en el ya clásico Hotel Chelsea, lugar visitado regularmente por celebridades, y que da nombre a la cinta.
Debido al incumplimiento reiterado de contrato y violación de derechos de autor, el director original se ha desacreditado de la producción.[cita requerida]

## Argumento
Una pareja japonesa de recién casados viaja al Hotel Chelsea en Nueva York para disfrutar su luna de miel, pero una noche, la esposa encuentra el cuerpo inerte de su esposo y un video del brutal asesinato. Un detective de la policía de Nueva York llegá a la escena del crimen e intenta reconstruir los hechos que rodean el misterio.